# Temporada da IndyCar Series de 2020
A temporada da IndyCar Series de 2020 foi a 109ª temporada oficial do campeonato de corridas de rodas abertas norte-americanas e a 25ª sob a sanção da IndyCar Series. O evento principal foi a Indianapolis 500, que teve como vencedor o japonês Takuma Sato. A Honda entrou novamente como defensora do título entre fabricantes, superando a Chevrolet por 54 pontos e vantagem (1057 contra 1003).
Em sua 20ª temporada na categoria (2 pela CART e 18 por IRL e Indy reunificada), o neozelandês Scott Dixon, da Chip Ganassi, conquistou o hexacampeonato após terminar a etapa de St. Petersburg em terceiro, ficando 16 pontos à frente do norte-americano Josef Newgarden, da Penske, que buscava o tricampeonato. Rinus VeeKay, da Ed Carpenter Racing, foi o melhor estreante do campeonato. Além do neerlandês, estrearam na categoria: Oliver Askew (Arrow McLaren SP), Álex Palou (Dale Coyne Racing, em parceria com a Team Goh), Dalton Kellett (A. J. Foyt Enterprises) e Scott McLaughlin (Team Penske), que disputou apenas a última etapa.
O brasileiro Tony Kanaan, que disputou sua 23ª temporada consecutiva (5 pela antiga CART e 18 pela IRL/Indy) novamente pela A. J. Foyt Enterprises apenas nas provas em circuito oval, chegou a anunciar que a temporada 2020 seria a última dele, porém deixou aberta a chance de correr em 2021, novamente apenas em ovais.

## Equipes e pilotos
| Equipe                                                      | Motor     | No. | Piloto(s)          | Etapa(s)      |
| ----------------------------------------------------------- | --------- | --- | ------------------ | ------------- |
| A. J. Foyt Enterprises                                      | Chevrolet | 4   | Charlie Kimball    | Todas         |
| A. J. Foyt Enterprises                                      | Chevrolet | 14  | Sébastien Bourdais | 12–14         |
| A. J. Foyt Enterprises                                      | Chevrolet | 14  | Tony Kanaan        | 1, 5–9        |
| A. J. Foyt Enterprises                                      | Chevrolet | 14  | Dalton Kellett R   | 2–4, 10–11    |
| A. J. Foyt Enterprises                                      | Chevrolet | 41  | Dalton Kellett R   | 7, 12–13      |
| Andretti Autosport                                          | Honda     | 26  | Zach Veach         | 1–11          |
| Andretti Autosport                                          | Honda     | 26  | TBA                | 12–14         |
| Andretti Autosport                                          | Honda     | 27  | Alexander Rossi    | Todas         |
| Andretti Autosport                                          | Honda     | 28  | Ryan Hunter-Reay   | Todas         |
| Andretti Autosport                                          | Honda     | 29  | James Hinchcliffe  | 1–2, 7        |
| Andretti-Harding Steinbrenner Autosport                     | Honda     | 88  | Colton Herta       | Todas         |
| Andretti-Herta Autosport w/ Marco Andretti & Curb-Agajanian | Honda     | 98  | Marco Andretti     | Todas         |
| Arrow McLaren SP                                            | Chevrolet | 5   | Patricio O'Ward    | Todas         |
| Arrow McLaren SP                                            | Chevrolet | 7   | Oliver Askew R     | 1–11, 14      |
| Arrow McLaren SP                                            | Chevrolet | 7   | Hélio Castroneves  | 12–13         |
| Arrow McLaren SP                                            | Chevrolet | 66  | Fernando Alonso    | 7             |
| Carlin                                                      | Chevrolet | 59  | Max Chilton        | 2–4, 7, 10–14 |
| Carlin                                                      | Chevrolet | 59  | Conor Daly         | 1, 5–6, 8–9   |
| Chip Ganassi Racing                                         | Honda     | 8   | Marcus Ericsson    | Todas         |
| Chip Ganassi Racing                                         | Honda     | 9   | Scott Dixon        | Todas         |
| Chip Ganassi Racing                                         | Honda     | 10  | Felix Rosenqvist   | Todas         |
| Dale Coyne Racing with Rick Ware Racing & Byrd-Belardi      | Honda     | 51  | James Davison R    | 7             |
| Dale Coyne Racing with Team Goh                             | Honda     | 55  | Álex Palou R       | Todas         |
| Dale Coyne Racing with Vasser-Sullivan                      | Honda     | 18  | Santino Ferrucci   | Todas         |
| DragonSpeed                                                 | Chevrolet | 81  | Ben Hanley         | 7             |
| Dreyer & Reinbold Racing                                    | Chevrolet | 24  | Sage Karam         | 2, 7, 12–13   |
| Dreyer & Reinbold Racing                                    | Chevrolet | 67  | J. R. Hildebrand   | 7             |
| Ed Carpenter Racing                                         | Chevrolet | 20  | Ed Carpenter       | 1, 5–9        |
| Ed Carpenter Racing                                         | Chevrolet | 20  | Conor Daly         | 2–4, 10–14    |
| Ed Carpenter Racing                                         | Chevrolet | 47  | Conor Daly         | 7             |
| Ed Carpenter Racing                                         | Chevrolet | 21  | Rinus VeeKay R     | Todas         |
| Meyer Shank Racing                                          | Honda     | 60  | Jack Harvey        | Todas         |
| Rahal Letterman Lanigan Racing                              | Honda     | 15  | Graham Rahal       | Todas         |
| Rahal Letterman Lanigan Racing                              | Honda     | 30  | Takuma Sato        | Todas         |
| Rahal Letterman Lanigan Racing with Citrone/Buhl Autosport  | Honda     | 45  | Spencer Pigot      | 2, 7          |
| Team Penske                                                 | Chevrolet | 1   | Josef Newgarden    | Todas         |
| Team Penske                                                 | Chevrolet | 3   | Hélio Castroneves  | 8             |
| Team Penske                                                 | Chevrolet | 3   | Scott McLaughlin R | 14            |
| Team Penske                                                 | Chevrolet | 12  | Will Power         | Todas         |
| Team Penske                                                 | Chevrolet | 22  | Simon Pagenaud     | Todas         |
| Top Gun Racing                                              | TBA       | 99  | RC Enerson R       | 8             |

## Mudanças nas equipes
- Depois de 40 anos de ausência da categoria, a equipe McLaren disputará a temporada 2020 em parceria com a Arrow Schmidt Peterson Motorsports.[42] Inicialmente, um dos pilotos seria o canadense James Hinchcliffe, que perdeu sua vaga após um ensaio nu para a revista ESPN: The Body Issue,[43] o que desagradou a Arrow Electronics (patrocinador principal). Oliver Askew, campeão da Indy Lights em 2019, foi anunciado como substituto de Hinchcliffe,[44] tendo como companheiro de equipe o mexicano Patricio O'Ward,[45] de volta ao grid após uma rápida passagem pelo automobilismo japonês e na Fórmula 2.
- Em setembro de 2019, a Andretti Autosport anunciou um quinto carro em associação com a Harding Steinbrenner Autosport, que deixa de ser uma equipe independente após 3 temporadas e duas vitórias, ambas com Colton Herta, que utilizará o #88 (mesmo número que usava na Harding).[46]
- Em novembro de 2019, a Meyer Shank Racing disputará sua primeira temporada completa na categoria depois de 3 anos disputando provas esporádicas. A equipe obteve uma parceria com a Andretti Autosport.[47]
- A Dale Coyne Racing anunciou em dezembro que fechou uma parceria com a Team Goh, equipe que disputa a Super GT, tendo como piloto o espanhol Álex Palou.
- Em janeiro de 2020, a Dreyer & Reinbold Racing anunciou que disputaria 4 etapas da temporada 2020 com Sage Karam e outro piloto, ainda indefinido (este último apenas para as 500 Milhas de Indianápolis). É a primeira participação da escuderia fundada pelo ex-piloto Robbie Buhl e pelo empresário Dennis Reinbold em mais de uma prova desde 2015, quando Oriol Servià perdeu o patrocínio justamente após a Indy 500 do mesmo ano.

## Calendário[48]
| Prova | Nome da Corrida                                               | Circuito                    | Local                   | Data           |
| ----- | ------------------------------------------------------------- | --------------------------- | ----------------------- | -------------- |
| 1     | Genesys 600                                                   | Texas Motor Speedway        | Fort Worth, Texas       | 6 de junho     |
| 2     | GMR Grand Prix                                                | Indianapolis Motor Speedway | Speedway, Indiana       | 4 de julho     |
| 3     | REV Group Grand Prix at Road America                          | Road America                | Elkhart Lake, Wisconsin | 11 de julho    |
| 4     | REV Group Grand Prix at Road America                          | Road America                | Elkhart Lake, Wisconsin | 11 de julho    |
| 5     | Iowa INDYCAR 250s                                             | Iowa Speedway               | Newton, Iowa            | 17 de julho    |
| 6     | Iowa INDYCAR 250s                                             | Iowa Speedway               | Newton, Iowa            | 18 de julho    |
| 7     | 104th Running of the Indianapolis 500 Presented by Gainbridge | Indianapolis Motor Speedway | Speedway, Indiana       | 23 de agosto   |
| 8     | Bommarito Automotive Group 500                                | Gateway Motorsports Park    | Madison, Illinois       | 29 de agosto   |
| 9     | Bommarito Automotive Group 500                                | Gateway Motorsports Park    | Madison, Illinois       | 30 de agosto   |
| 10    | Honda Indy 200                                                | Mid-Ohio Sports Car Course  | Lexington, Ohio         | 12 de setembro |
| 11    | Honda Indy 200                                                | Mid-Ohio Sports Car Course  | Lexington, Ohio         | 13 de setembro |
| 12    | Harvest Auto Racing Classic                                   | Indianapolis Motor Speedway | Speedway, Indiana       | 2 de outubro   |
| 13    | Harvest Auto Racing Classic                                   | Indianapolis Motor Speedway | Speedway, Indiana       | 3 de outubro   |
| 14    | Firestone Grand Prix of St. Petersburg                        | Ruas de St. Petersburg      | St. Petersburg, Flórida | 25 de outubro  |

### Corridas canceladas
| Nome da Corrida                                            | Circuito                        | Local                  | Data original  |
| ---------------------------------------------------------- | ------------------------------- | ---------------------- | -------------- |
| Honda Indy Grand Prix of Alabama                           | Barber Motorsports Park         | Birmingham, Alabama    | 5 de abril     |
| Acura Grand Prix of Long Beach                             | Ruas de Long Beach              | Long Beach, Califórnia | 19 de abril    |
| AutoNation IndyCar Challenge                               | Circuito das Américas           | Austin, Texas          | 26 de abril    |
| Chevrolet Detroit Grand Prix Presented by Lear Corporation | Belle Isle Park (rodada dupla)  | Detroit, Michigan      | 30–31 de maio  |
| Honda Indy Toronto                                         | Exhibition Place                | Toronto, Ontário       | 12 de julho    |
| Indy Richmond 300                                          | Richmond Raceway                | Richmond, Virgínia     | 27 de junho    |
| Grand Prix of Portland                                     | Portland International Raceway  | Portland, Oregon       | 13 de setembro |
| Firestone Grand Prix of Monterey                           | WeatherTech Raceway Laguna Seca | Monterey, Califórnia   | 19 de setembro |

### Mudanças no calendário
- Em setembro de 2019, foi anunciada a volta do Richmond Raceway ao calendário após 11 temporadas de ausência.[49] O circuito entra no lugar de Pocono, que não teve o contrato renovado após o acidente envolvendo 4 pilotos (Alexander Rossi, James Hinchcliffe, Takuma Sato e Felix Rosenqvist - o sueco chegou a decolar após ser acertado pelo japonês), porém a etapa no circuito oval situado no estado da Virgínia foi cancelada.

### Pandemia de COVID-19
Em 12 de março, a prefeitura de Long Beach, na Califórnia, decidiu cancelar ou adiar os eventos de grande escala até abril, incluindo o GP local, que seria a terceira etapa do campeonato. Não foi definido se a prova seria cancelada ou remanejada para outra data.
No dia seguinte, a IndyCar anunciou o adiamento da etapa de St. Petersburg, que inicialmente seria disputada com portões fechados, e o cancelamento de Barber e Austin devido à pandemia de coronavírus.
No dia 26 de março a IndyCar anunciou um novo calendário com 14 corridas, sendo a etapa de St. Petersburg postergada para a final da temporada, ainda sem data definida.
No dia 6 de abril, mais um calendário foi anunciado, desta vez com 15 etapas. A etapa em rodada dupla em Detroit foi cancelada e, para compensar as baixas, a IndyCar determinou duas novas rodadas duplas, em Iowa (17 e 18 de julho) e em Laguna Seca (19 e 20 de setembro). Houve dois GPs de Indianápolis no circuito misto, porém não em rodada dupla (4 de julho e 3 de outubro). O GP de St. Petersburg fechará a temporada em 25 de outubro.

## Venda para Roger Penske
Em novembro, a Hulman & Company anunciou que a IndyCar e o Indianapolis Motor Speedway foram vendidos para a Penske Entertainment Corp., que assumirá as operações da categoria. Com a venda, Roger Penske deixará a função de estrategista de corridas.

## Resultados
| Etapa | Corrida        | Pole position   | Volta mais rápida | Líder por mais voltas | Vencedor         | Vencedor                             | Vencedor  | Detalhes |
| Etapa | Corrida        | Pole position   | Volta mais rápida | Líder por mais voltas | Piloto           | Equipe                               | Motor     | Detalhes |
| ----- | -------------- | --------------- | ----------------- | --------------------- | ---------------- | ------------------------------------ | --------- | -------- |
| 1     | Texas          | Josef Newgarden | Felix Rosenqvist  | Scott Dixon           | Scott Dixon      | Chip Ganassi Racing                  | Honda     | Detalhes |
| 2     | Indy GP 1      | Will Power      | Scott Dixon       | Will Power            | Scott Dixon      | Chip Ganassi Racing                  | Honda     | Detalhes |
| 3     | Road America 1 | Josef Newgarden | Marco Andretti    | Josef Newgarden       | Scott Dixon      | Chip Ganassi Racing                  | Honda     | Detalhes |
| 4     | Road America 2 | Patricio O'Ward | Felix Rosenqvist  | Patricio O'Ward       | Felix Rosenqvist | Chip Ganassi Racing                  | Honda     | Detalhes |
| 5     | Iowa 1         | Conor Daly      | Conor Daly        | Simon Pagenaud        | Simon Pagenaud   | Team Penske                          | Chevrolet | Detalhes |
| 6     | Iowa 2         | Josef Newgarden | Josef Newgarden   | Josef Newgarden       | Josef Newgarden  | Team Penske                          | Chevrolet | Detalhes |
| 7     | Indy 500       | Marco Andretti  | James Hinchcliffe | Scott Dixon           | Takuma Sato      | Rahal Letterman Lanigan Racing       | Honda     | Detalhes |
| 8     | Gateway 1      | Will Power      | Takuma Sato       | Patricio O'Ward       | Scott Dixon      | Chip Ganassi Racing                  | Honda     | Detalhes |
| 9     | Gateway 2      | Takuma Sato     | Álex Palou        | Takuma Sato           | Josef Newgarden  | Team Penske                          | Chevrolet | Detalhes |
| 10    | Mid-Ohio 1     | Will Power      | Patricio O'Ward   | Will Power            | Will Power       | Team Penske                          | Chevrolet | Detalhes |
| 11    | Mid-Ohio 2     | Colton Herta    | Scott Dixon       | Colton Herta          | Colton Herta     | Andretti-Harding Steinbrenner Racing | Honda     | Detalhes |
| 12    | Harvest GP 1 1 | Rinus VeeKay    | Rinus VeeKay      | Josef Newgarden       | Josef Newgarden  | Team Penske                          | Chevrolet | Detalhes |
| 13    | Harvest GP 1 2 | Will Power      | Simon Pagenaud    | Will Power            | Will Power       | Team Penske                          | Chevrolet | Detalhes |
| 14    | St. Petersburg | Will Power      | Marcus Ericsson   | Alexander Rossi       | Josef Newgarden  | Team Penske                          | Chevrolet | Detalhes |

## Classificação
| Pos. | Piloto             | TXS | IMS  | ROA  | ROA | IOW | IOW | INDY | GMP | GMP | MDO | MDO | IMS | IMS | STP  | Pts. |
| ---- | ------------------ | --- | ---- | ---- | --- | --- | --- | ---- | --- | --- | --- | --- | --- | --- | ---- | ---- |
| 1    | Scott Dixon        | 1L* | 1L   | 1L   | 12  | 2   | 5L  | 22L* | 1L  | 5   | 10  | 10  | 9   | 8   | 3    | 537  |
| 2    | Josef Newgarden    | 3L  | 7L   | 14L* | 9   | 5L  | 1L* | 5    | 12  | 1L  | 2   | 8   | 1L* | 4   | 1L   | 521  |
| 3    | Colton Herta       | 7   | 4    | 5    | 5   | 20  | 19  | 8L   | 4   | 6L  | 9L  | 1L* | 4L  | 2   | 11L  | 421  |
| 4    | Patricio O'Ward    | 12  | 8    | 8    | 2L* | 4L  | 12L | 6    | 3L* | 2L  | 11  | 9   | 22  | 5   | 2    | 416  |
| 5    | Will Power         | 13  | 20L* | 2L   | 11L | 21  | 2L  | 14L  | 17L | 3L  | 1L* | 7   | 6   | 1L* | 24L  | 396  |
| 6    | Graham Rahal       | 17  | 2L   | 7L   | 23  | 12  | 3L  | 38   | 18  | 20  | 4   | 4L  | 7L  | 7   | 9L   | 377  |
| 7    | Takuma Sato        | DNS | 10   | 9    | 8   | 10L | 21  | 13L  | 2L  | 9L* | 17  | 18L | 18  | 14  | 10   | 348  |
| 8    | Simon Pagenaud     | 2   | 3    | 12   | 13  | 1L* | 4   | 22L  | 19  | 16  | 18  | 6   | 16  | 10  | 6    | 339  |
| 9    | Alexander Rossi    | 15  | 25   | 19   | 3   | 6   | 8   | 279L | 22  | 14  | 3L  | 2   | 2   | 3   | 21L* | 317  |
| 10   | Ryan Hunter-Reay   | 8   | 13   | 4    | 22  | 16  | 22L | 105  | 7   | 11  | 5   | 3   | 19  | 16  | 5    | 315  |
| 11   | Felix Rosenqvist   | 20  | 15   | 18   | 1L  | 14L | 15  | 12L  | 8L  | 7   | 6   | 22  | 5L  | 11  | 18   | 306  |
| 12   | Marcus Ericsson    | 19  | 6L   | 10L  | 4   | 9   | 9   | 32   | 5   | 23  | 15  | 5L  | 10  | 15  | 7    | 291  |
| 13   | Santino Ferrucci   | 21  | 9    | 6    | 6   | 13  | 18  | 4L   | 16L | 10  | 14  | 14  | 15L | 12  | 23   | 290  |
| 14   | Rinus VeeKay RY    | 22  | 5    | 13   | 14  | 19  | 17  | 204  | 6   | 4   | 8   | 11  | 3L  | 17  | 15   | 289  |
| 15   | Jack Harvey        | 16  | 17L  | 23   | 17  | 7   | 7   | 9    | 11  | 13  | 7   | 12  | 8   | 6   | 19   | 288  |
| 16   | Álex Palou R       | 23  | 19   | 3    | 7   | 11  | 14  | 287  | 15  | 12  | 12  | 23  | 17  | 9   | 13L  | 238  |
| 17   | Conor Daly         | 6   | 12   | 21   | 18  | 8L  | 13L | 29   | 10  | 8   | 13  | 16  | 12  | 20  | 17   | 237  |
| 18   | Charlie Kimball    | 11  | 18   | 11   | 10  | 17  | 16  | 18   | 13  | 18  | 21  | 19  | 13  | 23  | 8    | 218  |
| 19   | Oliver Askew R     | 9   | 26   | 15   | 21  | 3   | 6L  | 30L  | 14  | 17  | 19  | 15  |     |     | 16   | 195  |
| 20   | Marco Andretti     | 14  | 22   | 22   | 19  | 22  | 10  | 131  | 23  | 15  | 23  | 20  | 25  | 22  | 20   | 176  |
| 21   | Zach Veach         | 4L  | 14L  | 16   | 16  | 23  | 20  | 15L  | 21  | 22  | 20  | 17  |     |     |      | 166  |
| 22   | Max Chilton        |     | 16   | 17   | 15  |     |     | 17   |     |     | 16  | 13  | 11  | 19  | 12   | 147  |
| 23   | James Hinchcliffe  | 18  | 11   |      |     |     |     | 76L  |     |     |     |     | 14  | 13  | 14L  | 138  |
| 24   | Tony Kanaan        | 10  |      |      |     | 18  | 11  | 19   | 9   | 19  |     |     |     |     |      | 106  |
| 25   | Ed Carpenter       | 5   |      |      |     | 15  | 23  | 26   | 20  | 21  |     |     |     |     |      | 81   |
| 26   | Dalton Kellett R   |     | 21   | 20   | 20  |     |     | 31   |     |     | 22  | 21  | 24  | 25  |      | 67   |
| 27   | Hélio Castroneves  |     |      |      |     |     |     | 11   |     |     |     |     | 20  | 21  |      | 57   |
| 28   | Sébastien Bourdais |     |      |      |     |     |     |      |     |     |     |     | 21  | 18  | 4    | 53   |
| 29   | Sage Karam         |     | 23   |      |     |     |     | 24   |     |     |     |     | 23  | 24  |      | 32   |
| 30   | J. R. Hildebrand   |     |      |      |     |     |     | 16   |     |     |     |     |     |     |      | 28   |
| 31   | Fernando Alonso R  |     |      |      |     |     |     | 21   |     |     |     |     |     |     |      | 18   |
| 32   | Spencer Pigot      |     | 24L  |      |     |     |     | 25   |     |     |     |     |     |     |      | 17   |
| 33   | Ben Hanley R       |     |      |      |     |     |     | 23   |     |     |     |     |     |     |      | 14   |
| 34   | James Davison R    |     |      |      |     |     |     | 33   |     |     |     |     |     |     |      | 10   |
| 35   | Scott McLaughlin R |     |      |      |     |     |     |      |     |     |     |     |     |     | 22   | 8    |
| Pos. | Piloto             | TMS | IMS  | ROA  | ROA | IOW | IOW | INDY | GMP | GMP | MDO | MDO | IMS | IMS | STP  | Pts. |

| Pos. | Piloto             | TXS | IMS  | ROA  | ROA | IOW | IOW | INDY | GMP | GMP | MDO | MDO | IMS | IMS | STP  | Pts. |
| ---- | ------------------ | --- | ---- | ---- | --- | --- | --- | ---- | --- | --- | --- | --- | --- | --- | ---- | ---- |
| 1    | Scott Dixon        | 1L* | 1L   | 1L   | 12  | 2   | 5L  | 22L* | 1L  | 5   | 10  | 10  | 9   | 8   | 3    | 537  |
| 2    | Josef Newgarden    | 3L  | 7L   | 14L* | 9   | 5L  | 1L* | 5    | 12  | 1L  | 2   | 8   | 1L* | 4   | 1L   | 521  |
| 3    | Colton Herta       | 7   | 4    | 5    | 5   | 20  | 19  | 8L   | 4   | 6L  | 9L  | 1L* | 4L  | 2   | 11L  | 421  |
| 4    | Patricio O'Ward    | 12  | 8    | 8    | 2L* | 4L  | 12L | 6    | 3L* | 2L  | 11  | 9   | 22  | 5   | 2    | 416  |
| 5    | Will Power         | 13  | 20L* | 2L   | 11L | 21  | 2L  | 14L  | 17L | 3L  | 1L* | 7   | 6   | 1L* | 24L  | 396  |
| 6    | Graham Rahal       | 17  | 2L   | 7L   | 23  | 12  | 3L  | 38   | 18  | 20  | 4   | 4L  | 7L  | 7   | 9L   | 377  |
| 7    | Takuma Sato        | DNS | 10   | 9    | 8   | 10L | 21  | 13L  | 2L  | 9L* | 17  | 18L | 18  | 14  | 10   | 348  |
| 8    | Simon Pagenaud     | 2   | 3    | 12   | 13  | 1L* | 4   | 22L  | 19  | 16  | 18  | 6   | 16  | 10  | 6    | 339  |
| 9    | Alexander Rossi    | 15  | 25   | 19   | 3   | 6   | 8   | 279L | 22  | 14  | 3L  | 2   | 2   | 3   | 21L* | 317  |
| 10   | Ryan Hunter-Reay   | 8   | 13   | 4    | 22  | 16  | 22L | 105  | 7   | 11  | 5   | 3   | 19  | 16  | 5    | 315  |
| 11   | Felix Rosenqvist   | 20  | 15   | 18   | 1L  | 14L | 15  | 12L  | 8L  | 7   | 6   | 22  | 5L  | 11  | 18   | 306  |
| 12   | Marcus Ericsson    | 19  | 6L   | 10L  | 4   | 9   | 9   | 32   | 5   | 23  | 15  | 5L  | 10  | 15  | 7    | 291  |
| 13   | Santino Ferrucci   | 21  | 9    | 6    | 6   | 13  | 18  | 4L   | 16L | 10  | 14  | 14  | 15L | 12  | 23   | 290  |
| 14   | Rinus VeeKay RY    | 22  | 5    | 13   | 14  | 19  | 17  | 204  | 6   | 4   | 8   | 11  | 3L  | 17  | 15   | 289  |
| 15   | Jack Harvey        | 16  | 17L  | 23   | 17  | 7   | 7   | 9    | 11  | 13  | 7   | 12  | 8   | 6   | 19   | 288  |
| 16   | Álex Palou R       | 23  | 19   | 3    | 7   | 11  | 14  | 287  | 15  | 12  | 12  | 23  | 17  | 9   | 13L  | 238  |
| 17   | Conor Daly         | 6   | 12   | 21   | 18  | 8L  | 13L | 29   | 10  | 8   | 13  | 16  | 12  | 20  | 17   | 237  |
| 18   | Charlie Kimball    | 11  | 18   | 11   | 10  | 17  | 16  | 18   | 13  | 18  | 21  | 19  | 13  | 23  | 8    | 218  |
| 19   | Oliver Askew R     | 9   | 26   | 15   | 21  | 3   | 6L  | 30L  | 14  | 17  | 19  | 15  |     |     | 16   | 195  |
| 20   | Marco Andretti     | 14  | 22   | 22   | 19  | 22  | 10  | 131  | 23  | 15  | 23  | 20  | 25  | 22  | 20   | 176  |
| 21   | Zach Veach         | 4L  | 14L  | 16   | 16  | 23  | 20  | 15L  | 21  | 22  | 20  | 17  |     |     |      | 166  |
| 22   | Max Chilton        |     | 16   | 17   | 15  |     |     | 17   |     |     | 16  | 13  | 11  | 19  | 12   | 147  |
| 23   | James Hinchcliffe  | 18  | 11   |      |     |     |     | 76L  |     |     |     |     | 14  | 13  | 14L  | 138  |
| 24   | Tony Kanaan        | 10  |      |      |     | 18  | 11  | 19   | 9   | 19  |     |     |     |     |      | 106  |
| 25   | Ed Carpenter       | 5   |      |      |     | 15  | 23  | 26   | 20  | 21  |     |     |     |     |      | 81   |
| 26   | Dalton Kellett R   |     | 21   | 20   | 20  |     |     | 31   |     |     | 22  | 21  | 24  | 25  |      | 67   |
| 27   | Hélio Castroneves  |     |      |      |     |     |     | 11   |     |     |     |     | 20  | 21  |      | 57   |
| 28   | Sébastien Bourdais |     |      |      |     |     |     |      |     |     |     |     | 21  | 18  | 4    | 53   |
| 29   | Sage Karam         |     | 23   |      |     |     |     | 24   |     |     |     |     | 23  | 24  |      | 32   |
| 30   | J. R. Hildebrand   |     |      |      |     |     |     | 16   |     |     |     |     |     |     |      | 28   |
| 31   | Fernando Alonso R  |     |      |      |     |     |     | 21   |     |     |     |     |     |     |      | 18   |
| 32   | Spencer Pigot      |     | 24L  |      |     |     |     | 25   |     |     |     |     |     |     |      | 17   |
| 33   | Ben Hanley R       |     |      |      |     |     |     | 23   |     |     |     |     |     |     |      | 14   |
| 34   | James Davison R    |     |      |      |     |     |     | 33   |     |     |     |     |     |     |      | 10   |
| 35   | Scott McLaughlin R |     |      |      |     |     |     |      |     |     |     |     |     |     | 22   | 8    |
| Pos. | Piloto             | TMS | IMS  | ROA  | ROA | IOW | IOW | INDY | GMP | GMP | MDO | MDO | IMS | IMS | STP  | Pts. |

| Cor                     | Resultado                            |
| ----------------------- | ------------------------------------ |
| Ouro                    | Vencedor                             |
| Prata                   | 2º lugar                             |
| Bronze                  | 3º lugar                             |
| Verde                   | 4º e 5º lugares                      |
| Azul claro              | 6º–10º lugares                       |
| Azul escuro             | Completou a corrida (fora do Top 10) |
| Roxo                    | Não completou a corrida              |
| Vermelho                | Não se classificou (NQ)              |
| Marrom                  | Retirou-se da corrida (Wth)          |
| Preto                   | Desclassificado (DSQ)                |
| Branco                  | Não largou (DNS)                     |
| Abandonou a corrida (C) |                                      |
| Vazio                   | Não participou                       |

| Notas   |                                                                                               |
| Negrito | Pole position (1 ponto; exceto 500 Milhas)                                                    |
| Itálico | Volta mais rápida                                                                             |
| *       | Liderou mais voltas (2 pontos)                                                                |
| DNS     | Classificado para a corrida, mas não largou (DNS). Ganharia a metade da pontuação se largasse |
| 1       | Treino cancelado. Sem pontuação-bônus                                                         |
| RY      | Rookie do Ano                                                                                 |
| R       | Rookie                                                                                        |

- Um (1) ponto no campeonato é garantido a cada piloto que liderar ao menos uma única volta. Dois (2) pontos adicionais são garantidos para o piloto que liderar o maior número de voltas durante a corrida.
- Em todas as corridas, exceto a Indy 500, o pole position recebe um ponto de bonificação.
- Entrant-initiated engine change-outs before the engines reach their required distance run will result in the pela perda de (-10) points.
- O critério de desempate é o número de vitórias, seguido do número de segundos lugares, terceiros lugares, etc. Se continuar empatado, o número de pole positions, seguido de segundos lugares no grid, terceiros, etc.